# Cusick
Cusick és una població dels Estats Units a l'estat de Washington. Segons el cens del 2000 tenia 212 habitants.

## Demografia
Segons el cens del 2000, Cusick tenia 212 habitants, 87 habitatges, i 60 famílies. La densitat de població era de 240,7 habitants per km².
Dels 87 habitatges en un 36,8% hi vivien nens de menys de 18 anys, en un 42,5% hi vivien parelles casades, en un 21,8% dones solteres, i en un 29,9% no eren unitats familiars. En el 27,6% dels habitatges hi vivien persones soles el 12,6% de les quals corresponia a persones de 65 anys o més que vivien soles. El nombre mitjà de persones vivint en cada habitatge era de 2,44 i el nombre mitjà de persones que vivien en cada família era de 2,9.
Per edats la població es repartia de la següent manera: un 29,7% tenia menys de 18 anys, un 5,7% entre 18 i 24, un 26,4% entre 25 i 44, un 25,9% de 45 a 60 i un 12,3% 65 anys o més.
L'edat mediana era de 37 anys. Per cada 100 dones de 18 o més anys hi havia 86,3 homes.
La renda mediana per habitatge era de 14.583 $ i la renda mediana per família de 14.000 $. Els homes tenien una renda mediana de 30.625 $ mentre que les dones 21.250 $. La renda per capita de la població era d'11.371 $. Aproximadament el 36,2% de les famílies i el 41,2% de la població estaven per davall del llindar de pobresa.

## Poblacions més properes
El següent diagrama mostra les poblacions més properes.